# Saccocirrus burchelli
Saccocirrus burchelli är en ringmaskart som beskrevs av Silberbauer 1969. Saccocirrus burchelli ingår i släktet Saccocirrus och familjen Saccocirridae. Inga underarter finns listade i Catalogue of Life.